# Albalat de la Ribera (kommun)
Albalat de la Ribera är en kommun i Spanien.   Den ligger i provinsen Província de València och regionen Valencia, i den östra delen av landet, 300 km öster om huvudstaden Madrid. Antalet invånare är 3 545. Arean är 14,3 kvadratkilometer. Albalat de la Ribera gränsar till Algemesí, Polinyà de Xúquer, Sollana och Sueca. 
Terrängen i Albalat de la Ribera är mycket platt.